# Majeti Fetrie
Majeti Fetrie (* 12. Juni 1974) ist ein ehemaliger ghanaischer Gewichtheber.
Er hatte sein internationales Debüt in Abuja bei den Afrikaspielen 2003. 2006 gewann er bei den Commonwealth Games in Melbourne in der Klasse bis 77 kg die Goldmedaille. Im selben Jahr wurde er allerdings wegen eines Dopingverstoßes bis 2008 gesperrt. Nach seiner Sperre nahm er 2009 an den Weltmeisterschaften in Goyang in der Klasse bis 85 kg teil, hatte jedoch im Stoßen keinen gültigen Versuch. Bei den Afrikameisterschaften 2012 in Nairobi erreichte er den zehnten Platz. Nach seiner aktiven Laufbahn wurde er Trainer u. a. von Alberta Ampomah.